# 유로콥터 AS365 도팽
유로콥터 AS365 돌핀(프랑스어: Eurocopter AS365 Dauphin)은 유로콥터에서 생산하는 다목적 중형 헬리콥터이다.

## 파생형

### 민수용
- SA365C, SA365C1
- AS365N, SA365N, AS365N1, AS365N2, AS365N3, AS365N4
- AS365X
- 유로콥터 EC155B/B1

### 군수용
- 유로콥터 AS565 팬더
- 유로콥터 HH-65 라코타
- 하얼빈 Z-9: 중국이 AS365 돌핀을 복제해 제작한 기종

## 사용국

### 군수용
- 미국 : 해안경비대
- 영국 : 해군, 육군항공대
- 오스트레일리아 : 경찰헬기
- 아르헨티나 : 해안경비대
- 방글라데시 : 육군
- 타이완 : 내정부경정서
- 칠레 : 해군

### 민수용
- 대한민국 : 중앙119구조본부, 서울·경기·경북·경남 소방항공대

## 제원
제원은 유로콥터의 설명서를 참고하였다.
- 승무원 : 1 ~ 2명
- 수송인원 : 11명
- 길이 : 13.73m
- 높이 : 4.06m

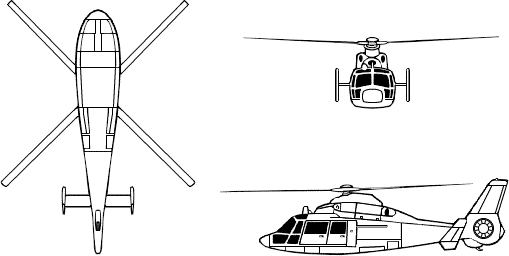
AS365의 삼면도

- 항공기중량 : 2,411 kg
- 이륙중량 : 4,300 kg
- 엔진 : 838마력 터보메카 엔진 x2
- 주익길이 : 11.94m
- 최대속도 : 306 km/h
- 항속거리 : 827 km
- 순항높이 : 5,865m
- 최대상승속도 : 8.9 m/s

## 사건 및 사고
- 광주광역시 소방헬기 추락 사고

## 같이 보기
- 에어버스 헬리콥터 H160
- 유로콥터 AS565 팬서
- 유로콥터 EC155
- 아구스타웨스틀랜드 AW109
- 벨 222
- 카모프 Ka-60